# Système de gestion de contenu web
Pour des articles plus généraux, voir Système de gestion de contenu et Web.

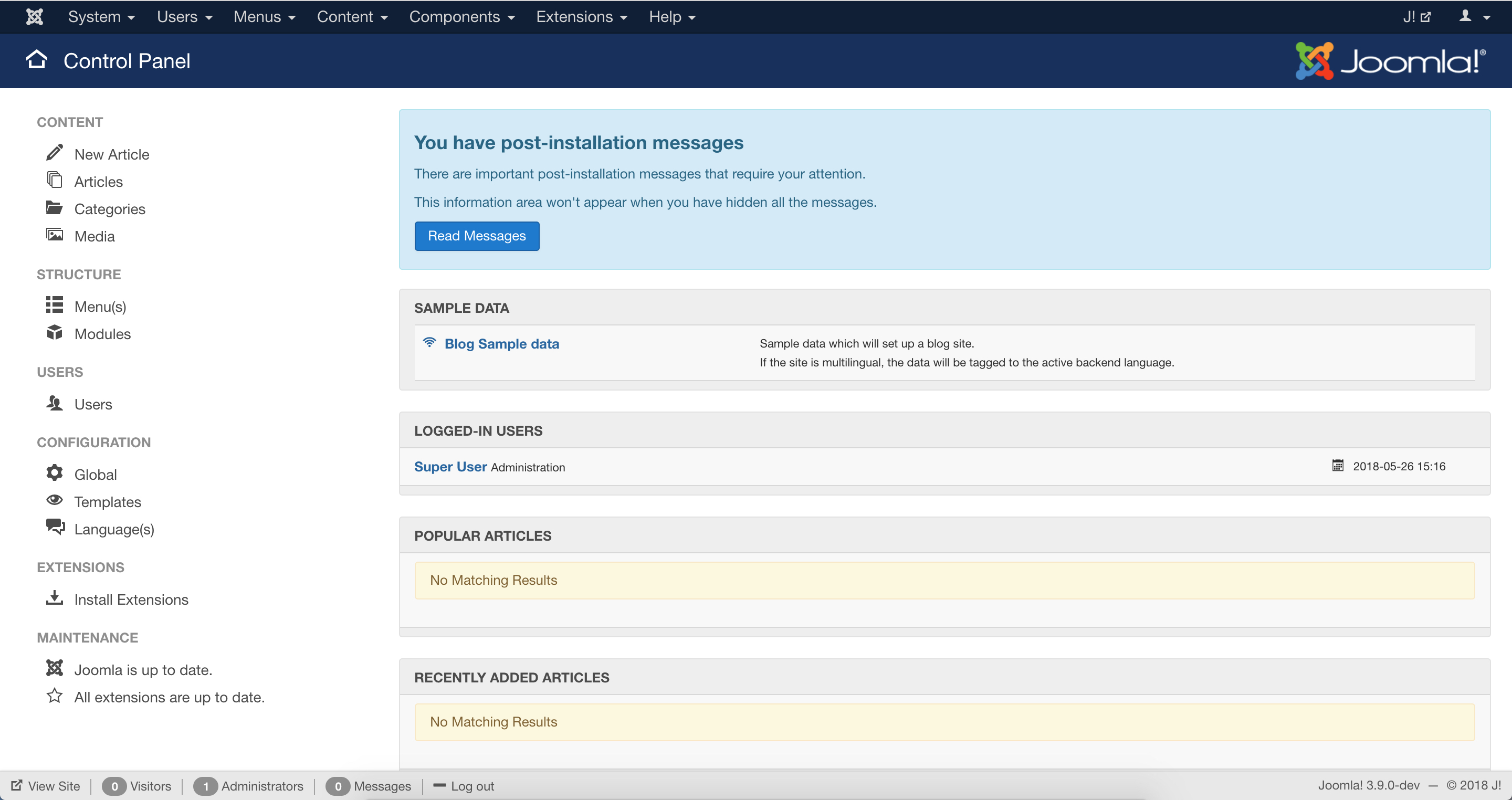
Exemple d'un SGC

La gestion de contenu web (en anglais Web Content Management System, souvent désigné par l'acronyme WCMS) est la technologie de gestion de contenu qui s'intéresse aux contenus web. Les systèmes de gestion de contenu (SGC ou CMS en anglais) sont des logiciels qui visent à gérer les différents contenus d'un ou plusieurs sites Web et surtout d'assurer la mise en page des informations présentées dans les pages web et la navigation entre ces pages.

## Les SGC en ligne
Certains Systèmes de gestion de contenu web sont disponibles directement en ligne, et ne nécessitent pas l'installation de logiciel. Ces "CMS en ligne" permettent d'organiser librement les contenus d'un site web, sans nécessiter de connaissances en HTML. C'est par exemple le cas de services tels que Weebly, Wix.com, Jimdo ou encore Silex.

## Liste de SGC web
- CMS made simple
- Dotclear
- Drupal
- Joomla!
- Magnolia CMS
- MediaWiki, moteur de wiki conçu pour répondre aux besoins de Wikipédia
- Plone
- Wordpress
- ExpressionEngine